# Hugh Bigod (zm. 1266)
Hugh de Bigod (zm. 1266) – angielski możnowładca, młodszy syn Hugh Bigoda, 3. hrabiego Norfolk, i Maud Marshal, córki 1. hrabiego Pembroke. Młodszy brat Rogera Bigoda, 4. hrabiego Norfolk.

## Życiorys
Jego brat był jednym z przywódców opozycji baronów przeciwko królowi Henrykowi III. Po uchwaleniu prowizji oksfordzkich w 1258 r. baronowie objęli faktyczną władzę w Anglii. Norfolk był jednym z ich liderów. Hugh otrzymał wówczas urząd Justycjariusza, zarząd nad Tower of London, urząd konstabla zamku Dover i lorda strażnika Pięciu Portów.
Pod koniec 1260 lub na początku 1261 r. Hugh zrezygnował z tych urzędów z powodu rozczarowania rządami baronów. Przeszedł na stronę królewską i pozostał na niej podczas drugiej wojny baronów. Brał udział w przegranej przez wojska królewskiej bitwie pod Lewes w 1264 r. Zmarł dwa lata później.
Ok. 1243 r. poślubił Joan de Stuteville. Miał z nią co najmniej ośmioro dzieci. Ich syn, Roger, został później 5. hrabią Norfolk. Późniejsze, pochodzące z XVII w., źródła przypisywały Hugh Bigodowi jeszcze jedną żonę, Joannę Burnell, ale nie ma na jej istnienie żadnych dowodów.